# Radu Crișan
Radu Crișan (sinh ngày 27 tháng 4 năm 1996) là một cầu thủ bóng đá người România thi đấu ở vị trí hậu vệ cho câu lạc bộ Liga II Hermannstadt, theo dạng cho mượn từ Astra Giurgiu. Crișan khởi đầu sự nghiệp tại Universitatea Cluj và cũng thi đấu cho các đội bóng như: Astra Giurgiu, Academica Clinceni hay Hermannstadt.